# Chaetopteroplia aegyptica
Chaetopteroplia aegyptica är en skalbaggsart som beskrevs av Machatschke 1961. Chaetopteroplia aegyptica ingår i släktet Chaetopteroplia och familjen Rutelidae. Inga underarter finns listade i Catalogue of Life.